# Brachyscleroma beckeri
Brachyscleroma beckeri är en stekelart som beskrevs av Gupta 1994. Brachyscleroma beckeri ingår i släktet Brachyscleroma och familjen brokparasitsteklar. Inga underarter finns listade.